# 哥得蘭島
哥得蘭島（瑞典語：Gotland）属于瑞典，是瑞典和波羅的海最大的島嶼，面積為3,145.45平方公里，佔瑞典国土的不足1%。據2017年資料顯示，島上有居民58595人，其中約2.3万居住在主要城市维斯比。岛上的主要收入来源于旅游和农业。
哥得蘭島建有自己的舊省、省和市镇，也包括了北面的法羅島和哥得兰沙岛两座小岛，以及西面更小的卡尔斯岛（Karlsö）。这一区域也是传说中哥特人起源的一部分。

## 地理
歷史上的哥得蘭島屬於哥得蘭舊省。現時管治哥得蘭島的哥得蘭省，和其轄下的惟一市镇──哥得兰市镇，所覆蓋的土地和舊省相同。哥得蘭省及市镇的治所俱位於島上5分之2人口（約22600人）居住的維斯比。
哥得蘭位於瑞典大陸以東90公里，距離波羅的海三國約130公里。雖然哥得蘭看來只是一個島嶼，但哥得蘭舊省也包括鄰近幾個小島嶼，同樣受哥得蘭文化影響：
- 法羅
- Karlsö群島（Stora Karlsö和Lilla Karlsö）
- 戈茨桑，瑞典的國家公園

## 地質
哥得蘭島於志留紀為沉積岩形成，岩石向東南方向沉積。志留紀的石灰岩和頁岩由13層組成，厚200至500米，其中南部的最厚，覆蓋75至125米厚的奧陶紀岩石排列。它沉積於一個淺而熱，又充滿鹽分的海上的一個赤道大陸的邊緣。其水深從未超越175至200米，並隨着時間而變淺。礁石於蘭多維列世開始形成，當時海深50至100米。南部一些較晚形成的岩石有一些砂岩，表示沙塊於靠近海岸線的地方形成。
哥得蘭島由沉積岩形成，主要是石灰岩，但南部也有砂岩。石灰石經風化而形成獨特的喀斯特地形，又稱為Rauk。島上有很多主要由rogosa珊瑚和腕足動物組成的化石，海上還有很多保全良好的海柱。

## 歷史

哥得蘭島的旗帜

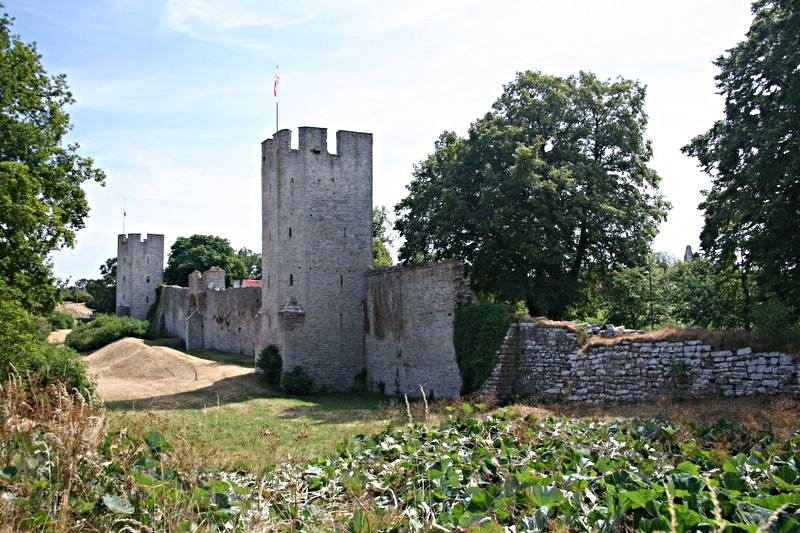
維斯比城牆近北門

哥得蘭島是哥得蘭人的居所，Ajvide等遺蹟顯示哥得蘭人自史前已定居於該島。哥得蘭島很早便成為商業中心，而維斯比城則是波羅的海上最重要的漢薩城市。於中世紀晚期，島上有20個「庭」（ting），各自選出法官在「島庭」（landsting）作代表。「島庭」負責通過新律法，也會代表整個島作出其他決定。
講述希亞費和其後裔定居於島上的傳說。該書也講述三分之一的人口須移居至南歐，與哥特人移居的習俗有關，而哥特人與哥得蘭人（當地人自稱）兩者的名字同源。該書說後來哥得蘭人主動向瑞典國王投誠，並聲稱這是根據雙方當時的協議，而且瑞典國王和主教對哥得蘭有責任和義務。故此，這不但記載了哥得蘭島的歷史，而且指出了哥得蘭島獨立於瑞典。
書中指出，促進哥得蘭人與瑞典國王之間互利協議的人是Awair Strabain，而這事發生於9世紀完結前。當時，Wulfstan記載說該島已屬於瑞典人：
然後，穿越勃艮第人的土地後，我們的左方有從古代已經如此稱呼的布萊金厄、摩爾、厄蘭和哥得蘭，這些地方皆屬斯韋阿人領地；溫德蘭在我們右方，就在維斯瓦河口。
維斯比城和島上其他地方是分別管治的。維斯比的德國商旅和鄉郊的商農因爭執而爆發內戰，由瑞典國王馬格努斯三世於1288年調停。1361年，丹麥國王瓦爾德馬四世侵略哥得蘭。海盜Victual兄弟於1394年佔據該島，以在維斯比建立堅固的基地。哥得蘭成為條頓騎士的采邑，以攻打Victual兄弟的堡壘。條頓的侵略軍隊於1398年征服哥得蘭，摧毀維斯比城，並把Victual兄弟驅逐出去。
在哥得蘭島上發現的阿拉伯迪拉姆幣的數目頗多。在島上各處的藏寶處發現的銀幣，比歐亞大陸西部的其他地方發現得還要多，總值僅次於在穆斯林世界出土的銀幣。這些銀幣透過羅斯商旅和阿拔斯王朝的貿易向北移，而斯堪的納維亞商人賺取的金錢使北歐（尤其是維京斯堪的納維亞和卡洛林帝國）在之後的幾個世紀成為主要交易中心。
條頓騎士團佔領哥得蘭島後，「島庭」的權威日漸下降，最終賣給埃里克七世，並自1449年起由丹麥派置總督管治。中世紀晚期，「島庭」由代表農民、財產完全保有人和佃戶的12個代表組成。自丹麥和瑞典於1645年簽訂《布勒姆瑟布魯條約》起，哥得蘭島由瑞典統治至今。

### 紋章
儘管哥得蘭當時被丹麥軍隊佔領，但它於1560年獲得了紋章。紋章連同一個公爵冠冕。紋章的口號是：「Azure a ram statant Argent armed Or holding on a cross-staff of the same a banner Gules bordered and with five tails of the third」哥得蘭省於1936獲得同樣紋章作省徽。1971年成立的哥得蘭市镇獲得的紋章也大致相同。
哥得蘭旗以白色為底，上有紅色哥得蘭紋章，是自13世紀哥得蘭共和國的印章圖案──公羊。上面寫着：，可翻譯為「我（即公羊）是哥得蘭人的標誌，小羊象徵基督。」

## 文化

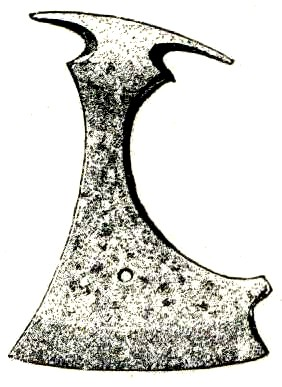
哥得蘭島鐵器時代的斧頭

維斯比的中世紀城鎮已被聯合國教科文組織列為世界文化遺產，特色是自漢薩時期已包圍舊城的城牆。
哥得蘭島上的居民傳統上說自己的語言，稱為。他們現時說瑞典語的一種方言，稱為「哥得蘭語」（gotländska），有人認為是瑞典語中最美的一種方言。13世紀有文獻記載島上的律法，稱為「哥得蘭律法」（Guta lagh），也以古老的gutniska文字寫成。
哥得蘭島以其94座中世紀教堂馳名，其中大部份已重建並繼續運作中。這些教堂展示兩大建築特色：羅曼式和哥德式。較古老的是1150至1250年的羅曼式教堂，而較新的是在1250至1400年間流行的哥德式建築。其中一座教堂的古老油畫可追溯至12世紀。
哥得蘭島上的傳統遊戲包括國皇棋Kubb、Pärk和Varpa，是島上夏季節慶的一部分。這些遊戲的名聲傳揚，遠至美國也有人玩這些遊戲。

## 當地名人
瑞典力學之父克里斯托弗·普爾海姆（Christopher Polhem，1661─1751）於維斯比出生，他也被譽為「北方的阿基米德」。
著名瑞典導演英格瑪·柏格曼（1918─2007）自中年起住在哥得蘭主島北方的法羅島上，在那裏創造了一些電影，直至在當地去世。

## 哥得蘭公爵
自1772年起，瑞典王子都被封為不同舊省的公爵。這只是名義上的頭銜。
- 奧斯卡王子（從1859年出生至1888年失去繼承權）

## 流行文化
暢銷的瑞典語小說，由Frans Gunnar Bengtsson所著的鮮明地描繪了維京時期的哥得蘭。小說其中一節專門講述駛往俄羅斯的維京船隻，在哥得蘭島上停留並僱用了當地一個舵手，他在航程中擔當重要角色。書中把維京時代的哥得蘭人描述為城市人，較其他斯堪的納維亞人心思縝密和見識廣博，並以其知識和技術自豪。

## 圖片

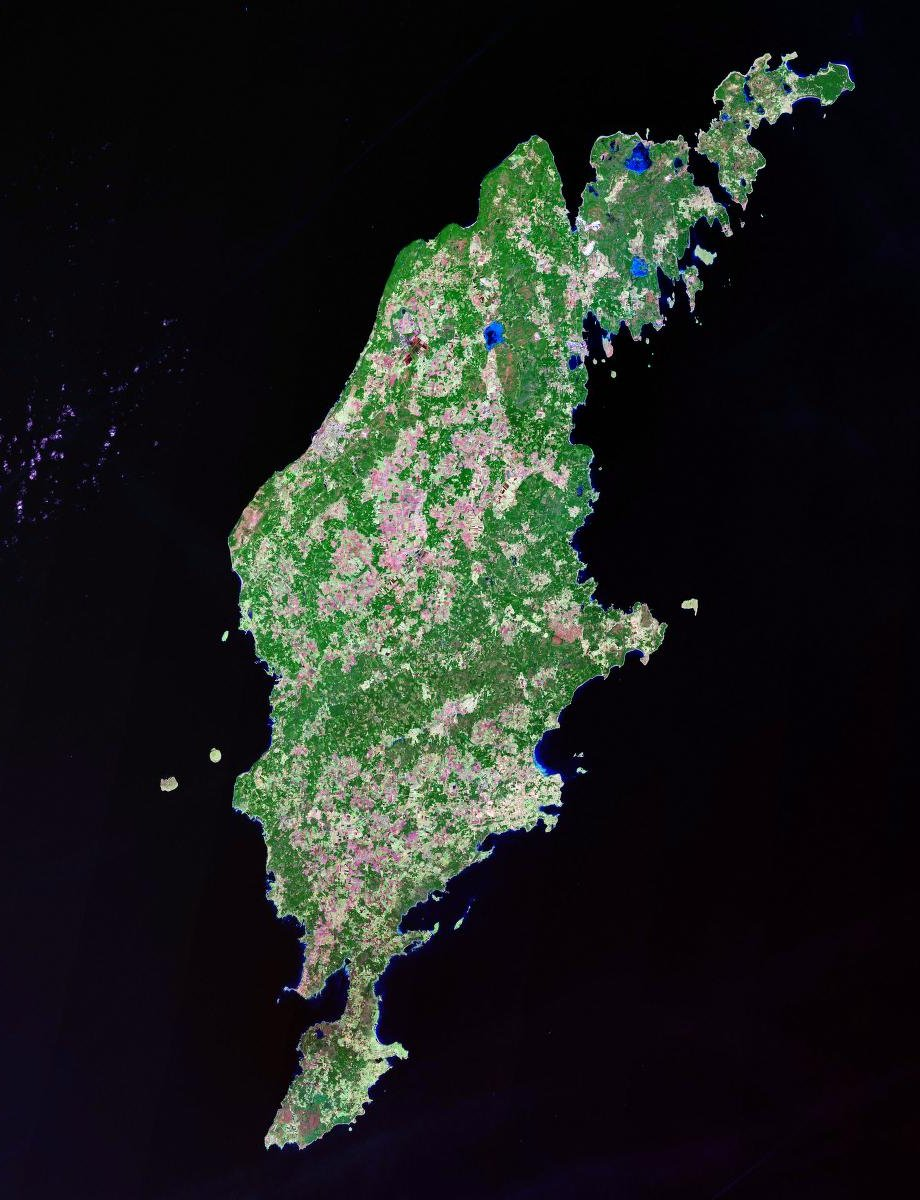
衞星圖片
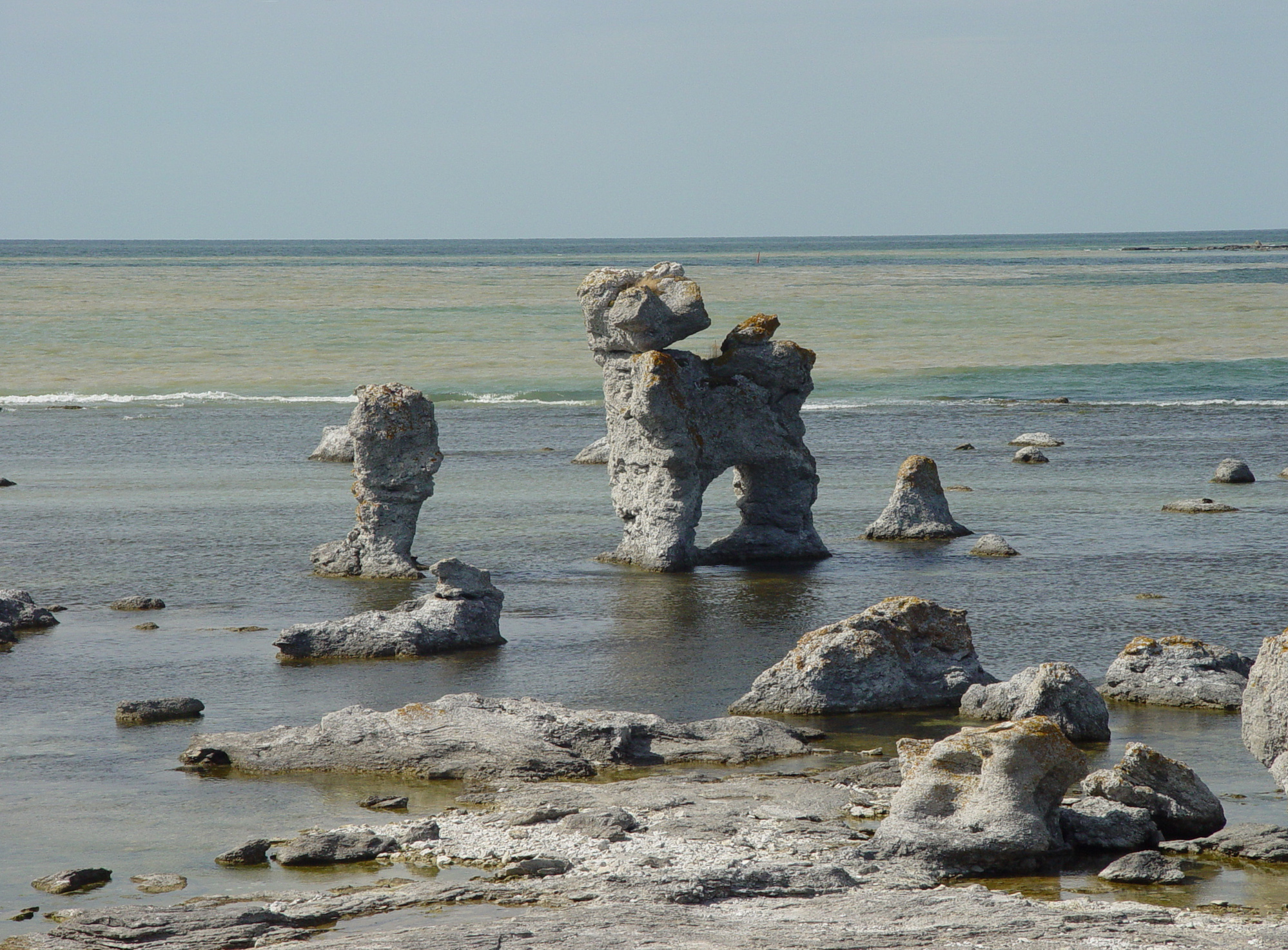
法羅島上的Raukar
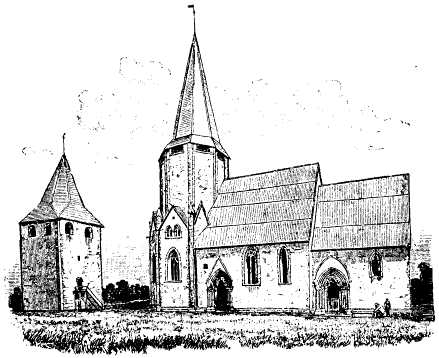
哥得蘭島的Lärbro教堂

## 外部連結
- （英文）哥得蘭旅遊網頁（页面存档备份，存于）
- （英文）波羅的海上的哥得蘭、（瑞典文）哥得蘭
- （瑞典文）哥得蘭東部的生活

57°30′N 18°33′E / 57.500°N 18.550°E